# 임대형
임대형(1986년 7월 28일 ~ )은 대한민국의 영화 감독이다. 영화 《메리 크리스마스 미스터 모》와 《윤희에게》의 감독이다.
충청남도 금산군에서 태어났다. 2012년 단편 〈레몬타임〉이 각종 영화제를 통해 소개되었고, 2014년 〈만일의 세계〉는 미쟝센단편영화제 심사위원특별상, 서울독립영화제 우수작품상 등을 수상했다. 첫 번째 장편영화 <메리 크리스마스 미스터 모>(2016)는 2016년 부산국제영화제 뉴 커런츠 부문에 초청되어 아시아영화진흥기구상을 수상하며 호평받았다. 2019년 10월 부산국제영화제 폐막작으로 공개한 이후 11월 개봉한 <윤희에게>(2019)의 각본과 연출을 맡았다.

## 영화
- 2012년 영화 《레몬타임》 ... 각본&감독&편집
- 2012년 영화 《정모날》 ... 주연
- 2013년 영화 《서울집》 ... 조연&각색&음향
- 2013년 영화 《5/4(사분의 오)》 ... 주연
- 2014년 영화 《만일의 세계》 ... 각본&감독&제작&미술&음악
- 2015년 영화 《방과 후 티타임 리턴즈》 ... 주연
- 2017년 영화 《메리 크리스마스 미스터 모》 ... 각본&감독
- 2019년 영화 《윤희에게》 ... 각본&감독

## 드라마
- 2023년 TVING 오리지널 드라마 《LTNS》 ... 공동각본&공동연출

## 도서
- 2020년 도서 《윤희에게 시나리오》 ... 집필
- 2020년 도서 《윤희에게 메이킹북》 ... 집필
- 2022년 도서 《쓰고 싶다 쓰고 싶지 않다》 ... 공동집필

## 수상
| 연도 | 시상식                      | 부문              | 작품                          | 결과 |
| ---- | --------------------------- | ----------------- | ----------------------------- | ---- |
| 2013 | 제15회 대전독립영화제       | 우수작품상        | 《레몬타임》                  | 수상 |
| 2014 | 제13회 미쟝센단편영화제     | 심사위원특별상    | 《만일의 세계》               | 수상 |
| 2014 | 제40회 서울독립영화제       | 우수작품상        | 《만일의 세계》               | 수상 |
| 2016 | 제21회 부산국제영화제       | 넷팩상            | 《메리 크리스마스 미스터 모》 | 수상 |
| 2018 | 제5회 들꽃영화상            | 극영화 신인감독상 | 《메리 크리스마스 미스터 모》 | 수상 |
| 2018 | 제19회 부산영화평론가협회상 | 신인감독상        | 《메리 크리스마스 미스터 모》 | 수상 |
| 2019 | 제2회 퀴어 카멜리아 부산    | 퀴어 카멜리아상   | 《윤희에게》                  | 수상 |
| 2020 | 제18회 피렌체 한국영화제    | 비평가상          | 《윤희에게》                  | 수상 |
| 2020 | 제7회 들꽃영화상            | 극영화 감독상     | 《윤희에게》                  | 후보 |
| 2020 | 제7회 들꽃영화상            | 대상              | 《윤희에게》                  | 후보 |
| 2020 | 제25회 춘사영화제           | 감독상            | 《윤희에게》                  | 후보 |
| 2020 | 제25회 춘사영화제           | 각본상            | 《윤희에게》                  | 후보 |
| 2020 | 제29회 부일영화상           | 감독상            | 《윤희에게》                  | 후보 |
| 2020 | 제29회 부일영화상           | 각본상            | 《윤희에게》                  | 후보 |
| 2020 | 제40회 한국영화평론가협회상 | 감독상            | 《윤희에게》                  | 수상 |
| 2020 | 제40회 한국영화평론가협회상 | 각본상            | 《윤희에게》                  | 수상 |
| 2021 | 제41회 청룡영화상           | 감독상            | 《윤희에게》                  | 수상 |
| 2021 | 제41회 청룡영화상           | 각본상            | 《윤희에게》                  | 수상 |
| 2021 | 제41회 청룡영화상           | 최우수작품상      | 《윤희에게》                  | 후보 |